# Nicolaus Hoykendorff
Nicolaus (Nigkel) Hoykendorff (auch Hoykindorff, Hoikendorf, Hokendorff) war ein im 14. und 15. Jahrhundert amtierender Dresdner Ratsherr und Bürgermeister.
Hoykendorff gehörte einer vermutlich aus dem Ort Höckendorf stammenden Familie an, wobei unklar bleibt, welches Höckendorf in Frage kommt. Höckendorf gibt es im Dresdner Raum dreimal: Höckendorf bei Dippoldiswalde (1378: Houkendorf), Höckendorf bei Döbeln (1333: Hoykindorf) und Höckendorf bei Königsbrück (1309: Hoykendorf). Bereits in den Jahren 1362, 1357 und 1389 ist der aus derselben Familie stammende Henczil Hokindorf als Bürgermeister von Dresden urkundlich erwähnt. 
Nigkel Hoykendorff wird in der ältesten erhaltenen landesherrlichen Ratsbestätigungsurkunde vom 11. Januar 1399 erstmals als Ratsmitglied und Bürgermeister von Dresden genannt. 1402 taucht er erneut in einer Kämmereirechnung als Bürgermeister auf, ebenso in den Jahren 1408 und 1410. 1411 wird er letztmals unter den Ratsmitgliedern der Stadt erwähnt.